# Loukov (okres Kroměříž)
Loukov je obec nedaleko Bystřice pod Hostýnem ve Zlínském kraji v České republice. Spolu s dalšími 14 obcemi je součástí mikroregionu Podhostýnsko. Se sousedními Libosváry tvoří od roku 1976 jeden administrativní celek. Žije zde 935 obyvatel.
Katastrální území Loukov u Bystřice pod Hostýnem má rozlohu 1222 ha.
V obci je železniční zastávka Loukov na trati Kojetín – Valašské Meziříčí.

## Historie
Loukov je poprvé zmiňován k roku 1348, kdy jeho část náležela Vavřincovi z Količína. Tehdy se psal Lucow, roku 1391 in villa Lukowyc, 1466 Lukow, v letech 1675, 1718 a 1846 je uváděn jako Laukow, od roku 1872 již jako Loukow, Loukov.
Název byl patrně odvozen od staročeského slova lúka ve smyslu travnatého místa v lese, jehož hranice byla kdysi podstatně níže.

## Obyvatelstvo

### Struktura
Vývoj počtu obyvatel za celou obec i za jeho jednotlivé části uvádí tabulka níže, ve které se zobrazuje i příslušnost jednotlivých částí k obci či následné odtržení. V roce 2001 měly obě vesnice dohromady 921 obyvatel, z toho 465 žen. V roce 2012 vzrostl počet obyvatel na 972.
| Místní části   | Místní části | 1869 | 1880 | 1890 | 1900 | 1910 | 1921 | 1930 | 1950 | 1961 | 1970 | 1980 | 1991 | 2001 | 2011 |
| -------------- | ------------ | ---- | ---- | ---- | ---- | ---- | ---- | ---- | ---- | ---- | ---- | ---- | ---- | ---- | ---- |
| Počet obyvatel | část Loukov  | 862  | 943  | 1015 | 984  | 1070 | 995  | 1017 | 945  | 1100 | 975  | 912  | 913  | 921  | 957  |
| Počet domů     | část Loukov  | 142  | 158  | 169  | 172  | 180  | 181  | 201  | 224  | 228  | 228  | 233  | 275  | 289  | 305  |

## Pamětihodnosti
- Kostel svatého Václava
- Na úpatí Kelčského Javorníku se na souřadnicích 49°24′36″ s. š., 17°45′8″ v. d. nachází technická památka Vodní dělicí práh. Jedná se o umělý opak soutoku. Vodní tok se rozděluje do dvou směrů pravděpodobně z důvodů ochrany při přívalových deštích.[8]

## Galerie

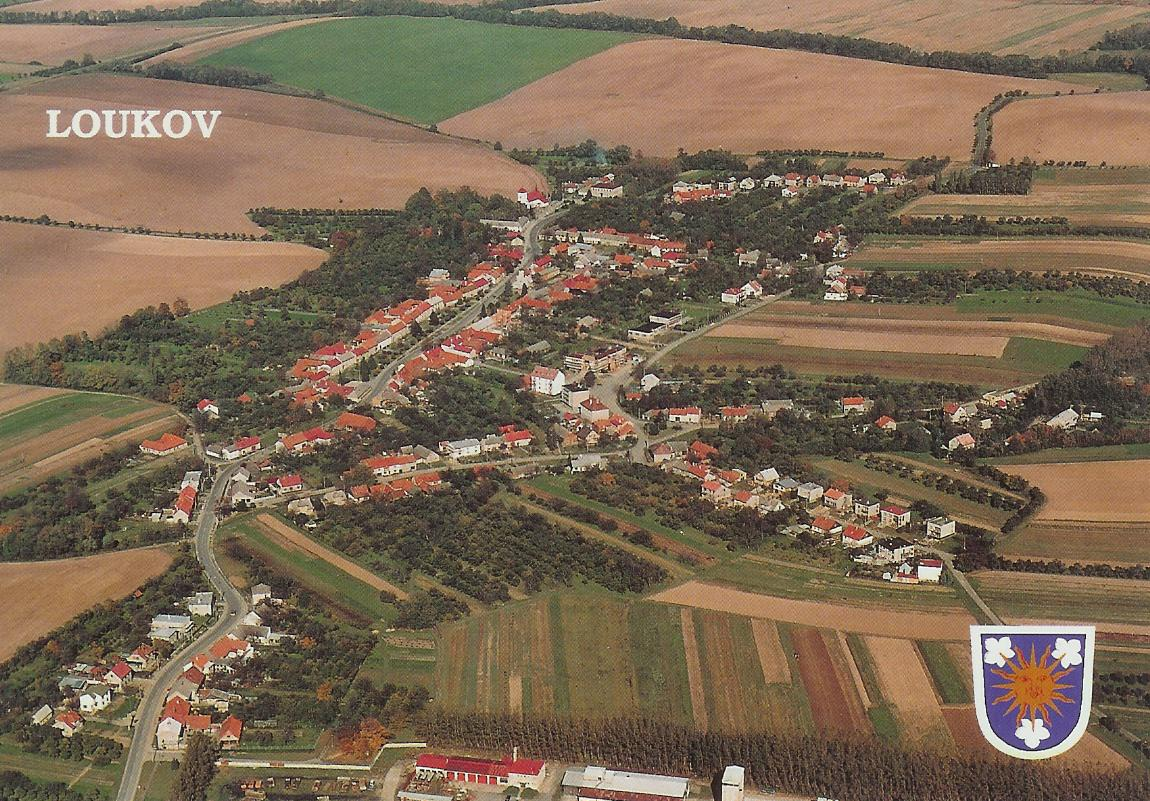
Letecký pohled
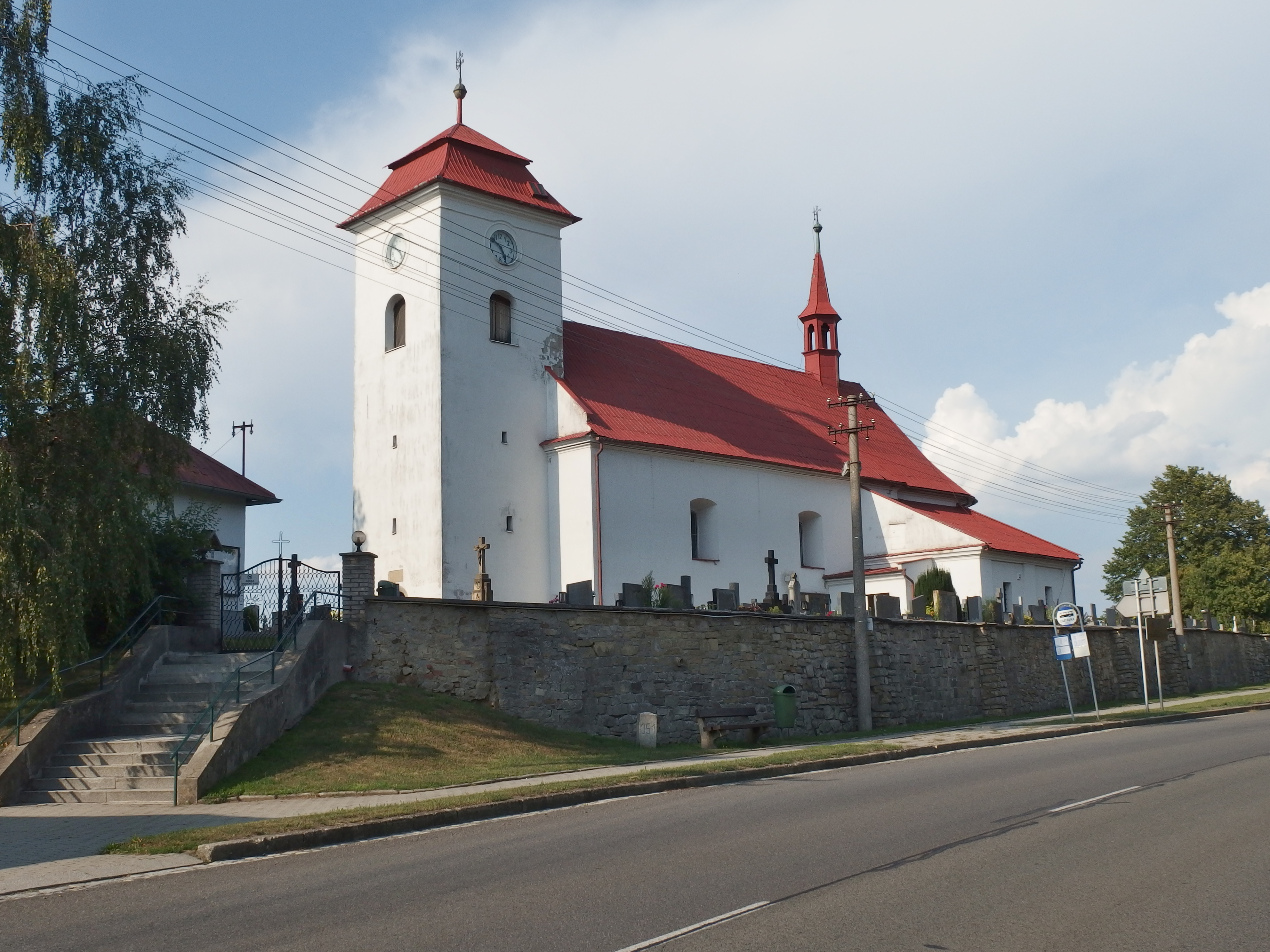
Kostel svatého Václava
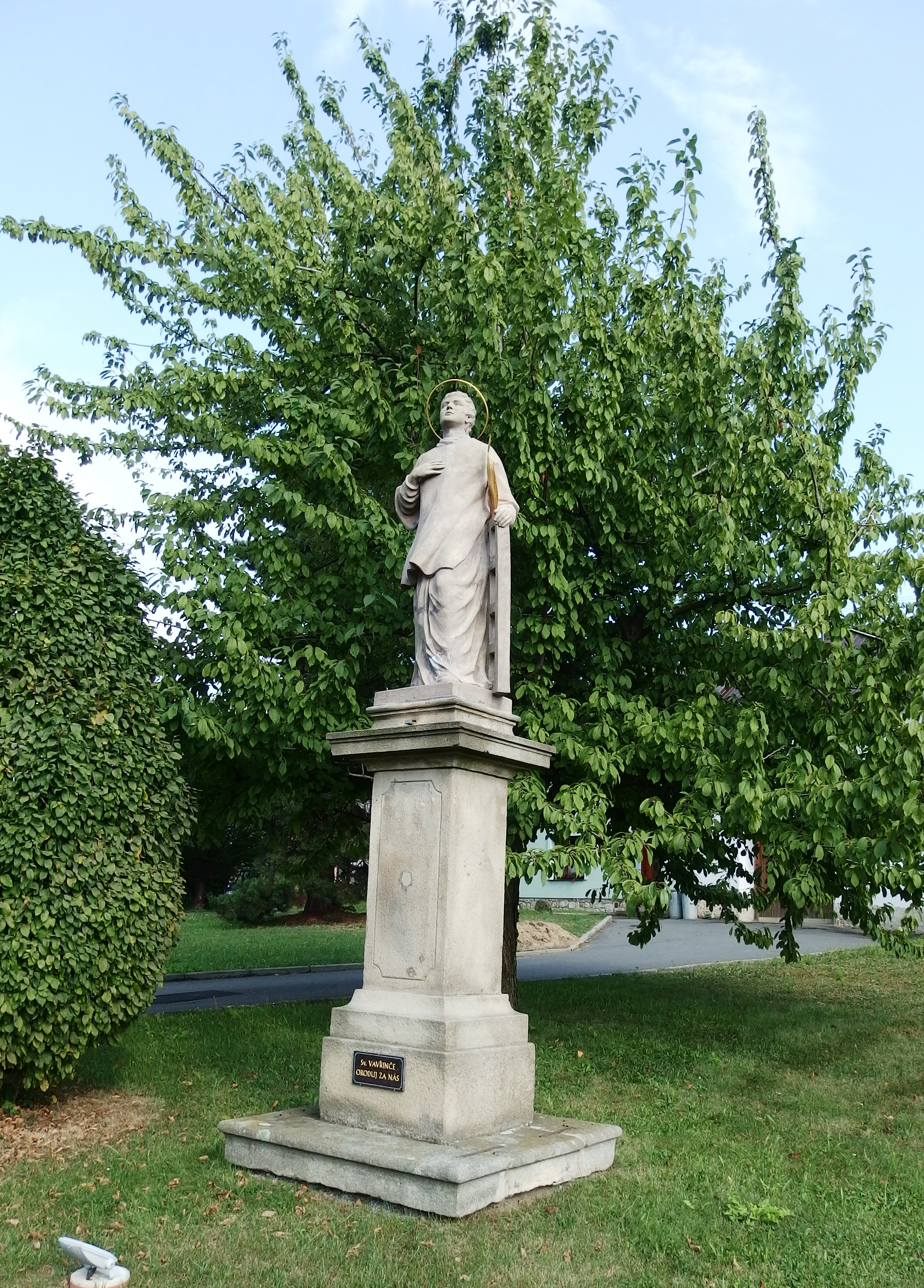
Socha sv. Vavřince
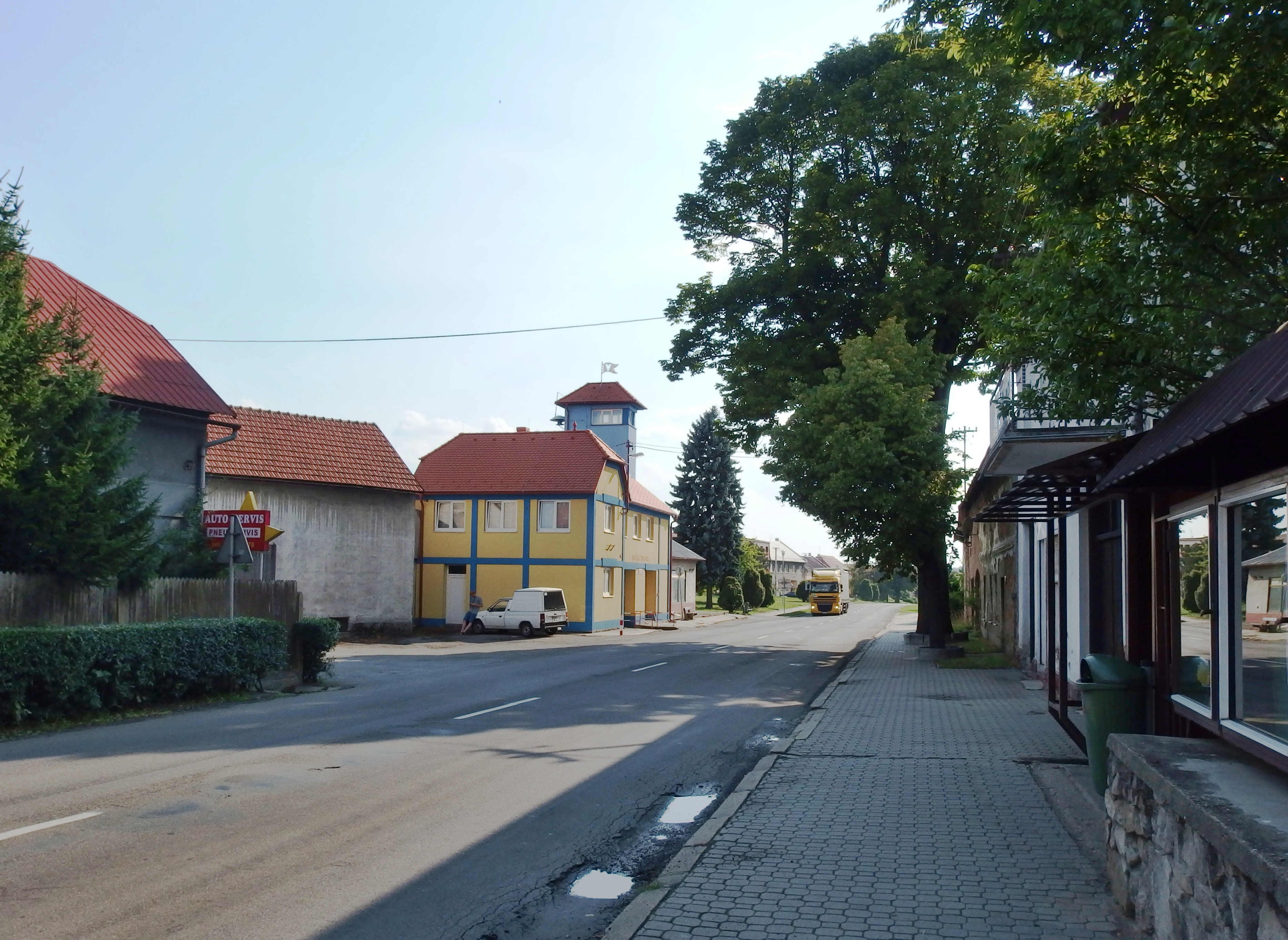
Hasičská zbrojnice
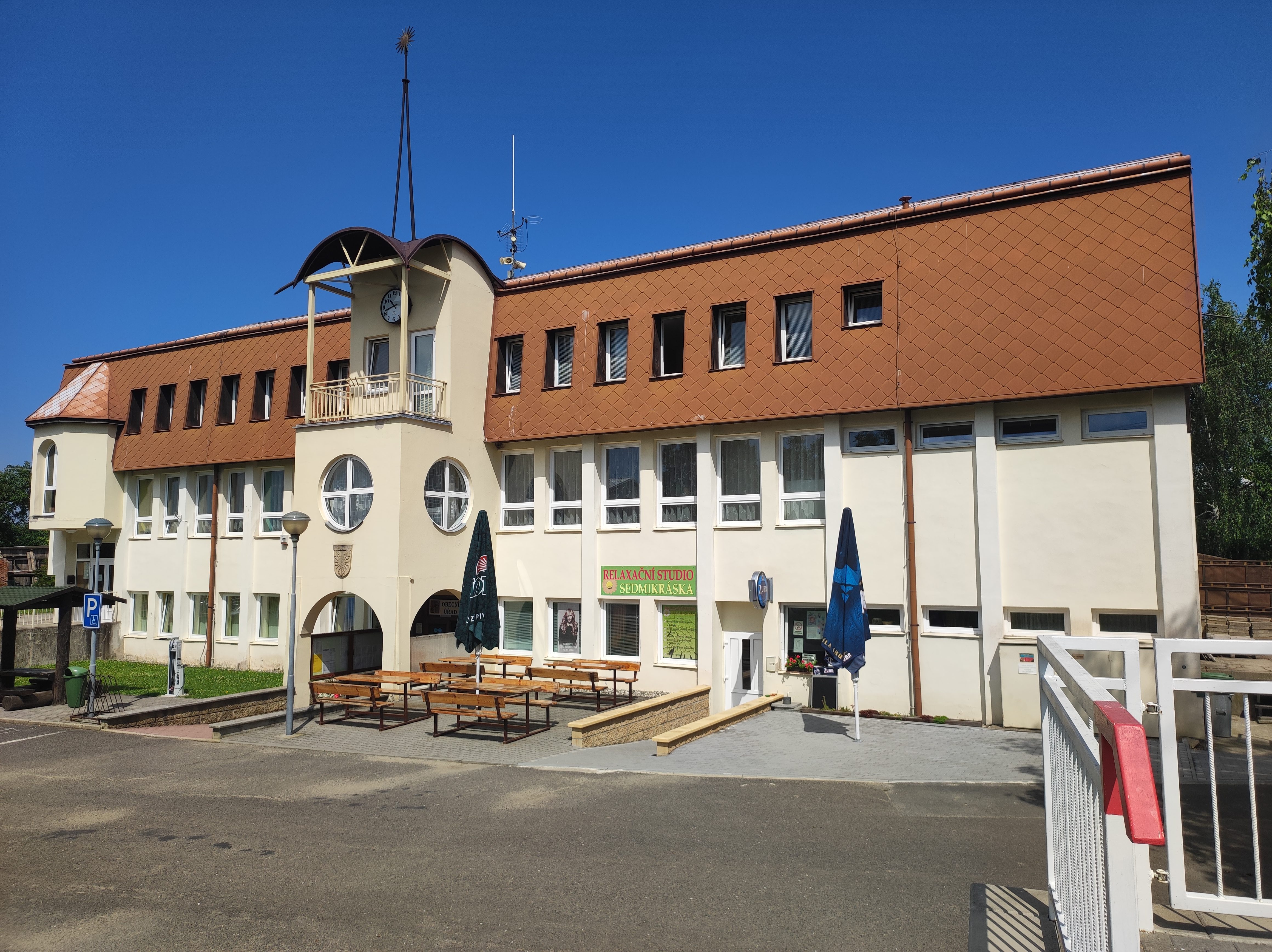
Obecní úřad
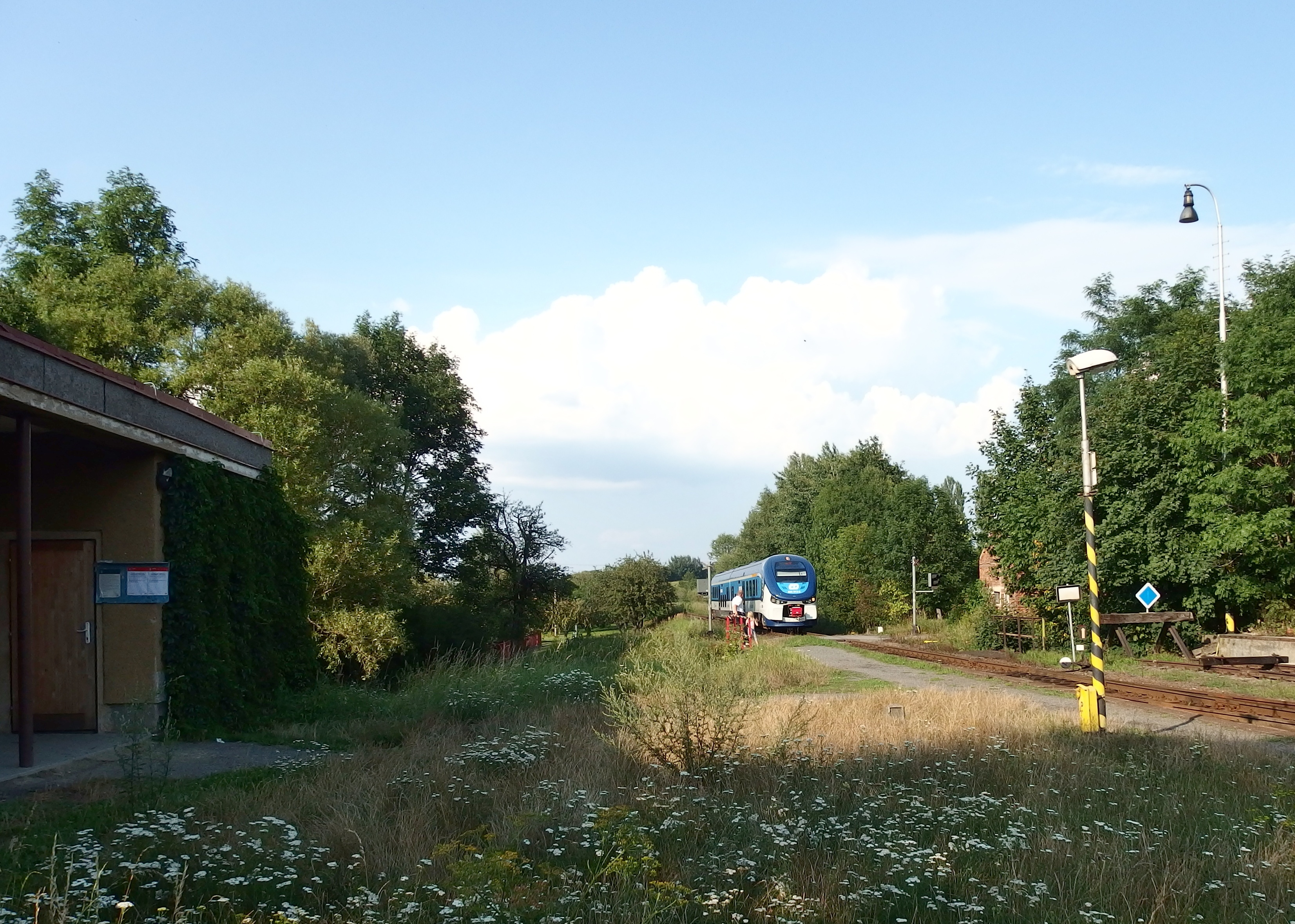
Železniční stanice

## Sport v obci
Dlouholetou tradici má místní fotbalový klub FK Loukov. Po několika sezónách strávených v nejnižší soutěži vyhrál v sezoně 2011/2012 3. třídu skupiny A okresu Kroměříž. Od sezony 2012/2013 hraje své zápasy v Okresním přeboru okresu Kroměříž. Stolní tenis se hraje rekreačně od roku 2000 v místním kulturním domě.
Více než 30 let zde funguje Asociace sportu pro všechny (ASPV) založená v roce 1980. Postupně se ze spolku stal oddíl základní a rekreační tělesné výchovy. Mezi různými sporty nechybí ani netradiční hry Woodball nebo Kubb, se kterými místní ženy uspěly na republikové úrovni. Nově vede z Loukova cyklostezka do vedlejší vesnice Osíčko. 